# Enaip
L'Enaip (Ente Nazionale ACLI Istruzione Professionale) è un ente di formazione italiano fondato nel 1951 per iniziativa dell'associazione ACLI.
È riconosciuto come ente morale e accreditato presso il Ministero del Lavoro. L'ENAIP opera per fornire formazione professionale ed assistenza tecnica a fronte di finanziamenti pubblici e su commessa di imprese o associazioni private.
È presente in molte regioni italiane con corsi di formazione per diversi indirizzi, tra cui, meccanica, informatica, turismo, alimentazione, professioni socio-sanitarie ecc.
Può contare su 210 sedi sul territorio nazionale, delle quali 20 solo in Veneto, e 22 all'estero, dislocate in Argentina, Belgio, Francia, Germania, Regno Unito e Svizzera.